# Christofer Heimeroth
Christofer Heimeroth (Unna, 1º agosto 1981) è un dirigente sportivo ed ex calciatore tedesco, di ruolo portiere, team manager del Borussia Mönchengladbach.

## Carriera
Heimeroth iniziò la sua carriera nel SG Massen, per poi passare al BSV Menden dove fu notato dal Borussia Dortmund. Qui Heimeroth rimase due anni (1996-1997) per poi fare un'esperienza al SF Oestrich-Iserlohn e infine arrivare nel 1999 allo Schalke 04. Con lo Schalke 04 rimase per cinque anni facendo anche l'esordio in Bundesliga.
Nel 2007 è passato al Borussia Mönchengladbach dove ha conquistato un posto da titolare.
In carriera conta 4 presenze con la Nazionale Under-21 tedesca.

## Palmarès

### Club

#### Competizioni nazionali
- Campionato tedesco di seconda divisione: 1

Borussia Mönchengladbach: 2007-2008